# North Sea Cup 2011/12
Die Saison 2011/12 war die zweite und letzte Spielzeit des North Sea Cups, der gemeinsamen Eishockeyprofiliga Belgiens und der Niederlande. Meister wurde der Titelverteidiger HYS The Hague.

## Modus
In der Hauptrunde absolviert jede der acht Mannschaften insgesamt 14 Spiele. Die beiden bestplatzierten Mannschaften trafen in einem Finalspiel aufeinander.

## Hauptrunde
|    | Mannschaft              | Sp | S  | SnV | NnV | N  | Tore    | Pkt |
| -- | ----------------------- | -- | -- | --- | --- | -- | ------- | --- |
| 1. | HYS The Hague           | 14 | 12 | 0   | 0   | 2  | 97:41   | 36  |
| 2. | Ruijters Eaters Geleen  | 14 | 12 | 0   | 0   | 2  | 72:36   | 36  |
| 3. | DESTIL Trappers Tilburg | 14 | 11 | 0   | 0   | 3  | 80:36   | 33  |
| 4. | HYC Herentals           | 14 | 5  | 2   | 0   | 7  | 58:71   | 19  |
| 5. | Eindhoven Kemphanen     | 14 | 5  | 1   | 1   | 7  | 66:47   | 18  |
| 6. | Friesland Flyers        | 14 | 5  | 0   | 1   | 8  | 52:63   | 16  |
| 7. | IHC Leuven              | 14 | 1  | 1   | 1   | 11 | 26:85   | 6   |
| 8. | Amsterdam Capitals      | 14 | 1  | 0   | 1   | 12 | 034:106 | 4   |

## Finale
| 28. Februar 2012 20:00 Uhr | HYS The Hague | 6:3 (2:1, 1:1, 3:1) | Ruijters Eaters Geleen | De Uithof, Den Haag |